# 薩卡雷洛山

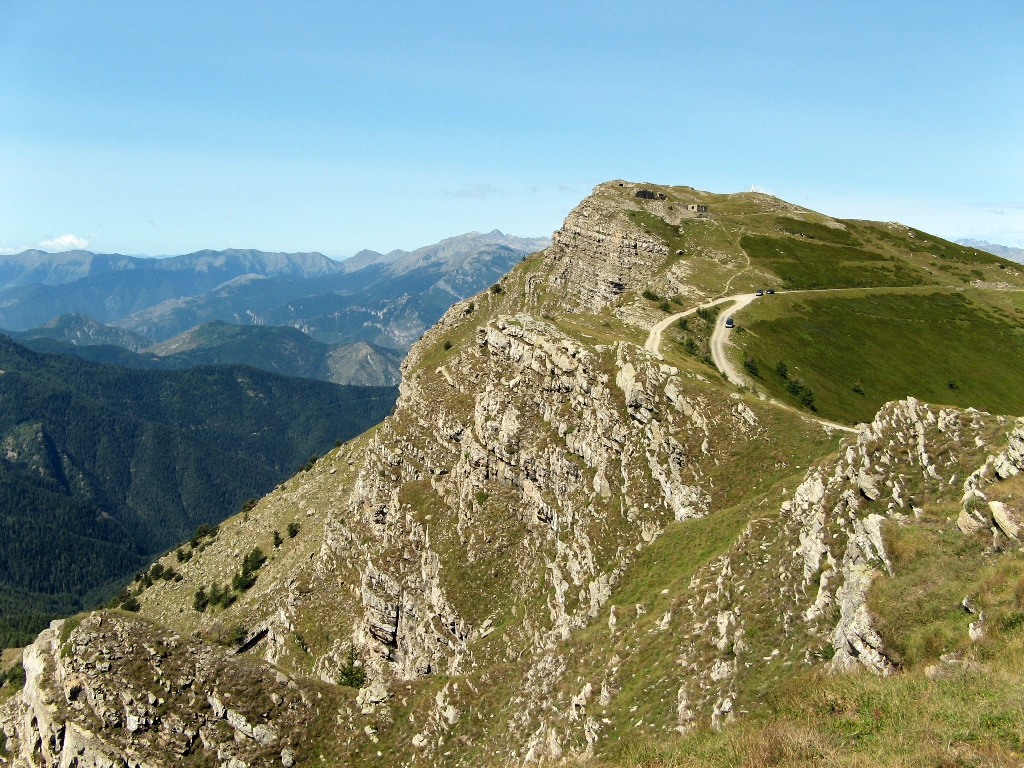

44°03′43″N 7°42′45″E / 44.06194°N 7.71250°E
薩卡雷洛山（法語：Mont Saccarel），是西歐的山峰，位於法國和意大利接壤的邊境，由普羅旺斯-阿爾卑斯-蔚藍海岸大區和皮埃蒙特大區負責管轄，屬於利古里亞阿爾卑斯山脈的一部分，海拔高度2,201米，每年平均降雨量1,460毫米。